# Guéldria

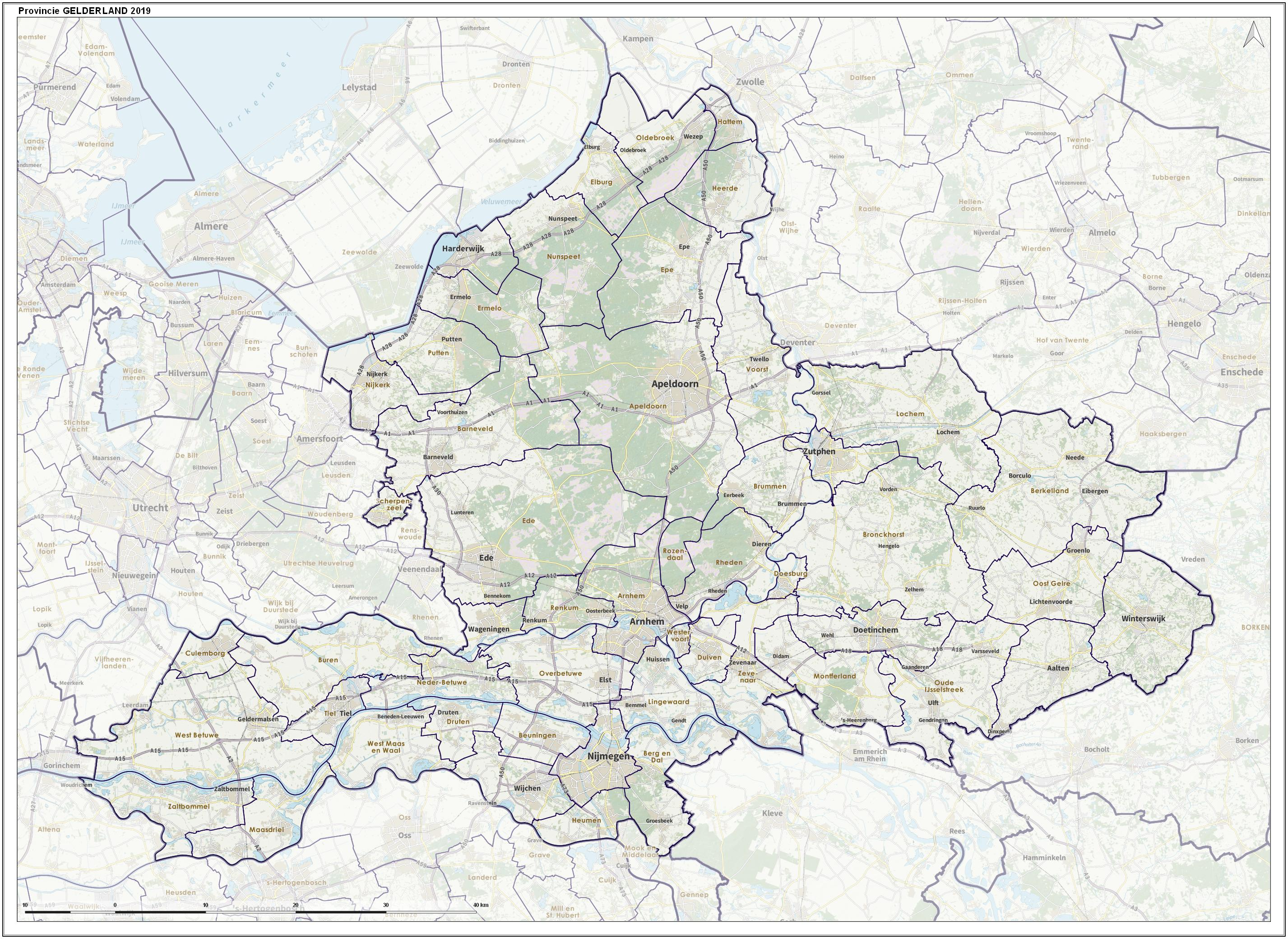
Guéldria

A Guéldria (FO 1943: Güéldria) (em neerlandês, Gelderland) é a maior província dos Países Baixos com 5 010 km² e 1 719 111 habitantes, limitada pelas províncias de Overissel, Utrecht, Brabante do Norte, Limburgo e Holanda do Sul.
É banhada por diversos rios, como o rio Reno entre a Guéldria desde Alemanha e o rio Mosa, que entra desde a província de Limburgo. Logo depois da Guéldria, o Reno se separa nos rios Wall, Baixo Reno, Issel e Mosa. As maiores altitudes não ultrapassam os 100 metros.
Em termos económicos cultiva cereais, batata, beterraba açucareira e hortaliças. Praticam-se a criação de gado e indústrias derivadas. Possui indústrias de refinamento de açúcar, papel, ladrilhos, tecidos de algodão e destilarias.
A capital é Arnhem, mas a cidade mais importante é Nimegue.
Ao norte do Reno Baixo e ao oeste do rio Issel fica Veluwe, uma região de solos pobres e arenosos que é a maior área natural dos Países Baixos.
A região entre o rio Waal, o rio Lek e o rio Reno Baixo é chamada a Ilha Batava. Naquela ilha corre o rio Linge.

## Municípios (51)
A lista completa de municípios foi reformulada em 2019. São os seguintes:
- Aalten
- Apeldoorn
- Arnhem
- Barneveld
- Berg en Dal
- Berkelland
- Beuningen
- Bronckhorst
- Brummen
- Buren
- Culemborg
- Doesburg
- Doetinchem
- Druten
- Duiven
- Ede
- Elburg
- Epe
- Ermelo
- Harderwijk
- Hattem
- Heerde
- Heumen
- Lingewaard
- Lochem
- Maasdriel
- Montferland
- Neder-Betuwe
- Nijkerk
- Nimega / Nimegue (Nijmegen)
- Nunspeet
- Oldebroek
- Oost Gelre
- Oude IJsselstreek
- Overbetuwe
- Putten
- Renkum
- Rheden
- Rozendaal
- Scherpenzeel
- Tiel
- Voorst
- Wageningen
- West Betuwe
- West Maas en Waal
- Westervoort
- Wijchen
- Winterswijk
- Zaltbommel
- Zevenaar
- Zutphen

## Vilas e cidades
Uma lista incompleta das cidades e vilas em Guéldria:
| - 't Woud - Aalst - Aalst - Aalten - Achterhoek - Acquoy - Afferden - Alem - Alphen - Altforst - Apeldoorn - Appeltern - Arnhem - Asch - Asperen - Barneveld - Beneden-Leeuwen - Bergakker - Berkelland - Beuningen - Bontemorgen - Boven-Leeuwen - Brakel - Bredevoort - Bronckhorst - Bruchem - Brummen - Buren - Buurmalsen - Culemborg - De Bosjes - De Heuvel - De Mars - De Rietschoof - De Veenhuis - Deest - Deil - Delwijnen - Didam - Dodewaard - Doesburg - Doetinchem - Doornsteeg - Dreumel - Driedorp - Druten - Duiven - Echteld - Eck en Wiel - Ede - Elburg - Elst - Enspijk - Epe - Erichem - Ermelo - Essebroek - Est - Ewijk - Gameren - Ganzert - Geldermalsen - Gellicum - Gendt - Groenlo - Groesbeek - Haaften - Harderwijk - Hattem - Hedel - Heerde - Heerewaarden - Heesselt - Hellouw - Herwijnen - Heukelum - Heumen - Hoenzadriel - Hoevelaken - Holk - Holkerveen - Hoog Kana - Hoogmeien - Huissen - Hurwenen - IJzendoorn - Ingen - Kapel-Avezaath - Kerk-Avezaath - Kerkdriel - Kerkwijk - Kesteren - Klinkenberg - Kruishaar - Lede en Oudewaard - Leutes - Lienden - Lingewaal - Lingewaard - Lochem - Luchtenburg - Lutterveld - Maasbommel - Maasdriel - Maurik - Meerten - Meertenwei - Meteren - Millingen aan de Rijn - Molenhoek - Montferland - Nederhemert - Neder-Betuwe - Neerijnen - Nekkeveld - Nieuwaal - Nijkerk - Nijkerkerveen - Nimega / Nimegue (Nijmegen) - Nunspeet - Ochten - Oldebroek - Ommeren - Ommerenveld - Ophemert - Opheusden - Opijnen - Oude IJsselstreek - Overbetuwe - Poederoijen - Prinsenkamp - Puiflijk - Putten - Ravenswaaij - Renkum - Rheden - Rhenoy - Rijnwaarden - Rijswijk - Rozendaal - Rossum - Rumpt - Scherpenzeel - Slichtenhorst - Spijk - Tiel - Tricht - Tweesluizen - Ubbergen - Varik - Velddriel - Voorst - Vuren - Waardenburg - Wadenoijen - Wageningen - Wamel - West Maas en Waal - Westervoort - Weurt - Wijchen - Winssen - Winterswijk - Zaltbommel - Zandberg - Zennewijnen - Zevenaar - Zevenmorgen - Zoelen - Zoelmond - Zuilichem - Zutphen - Zwarte Paard |